# 辻井宏介
辻井 宏介（つじい こうすけ、1987年9月2日 - ）は、日本のラグビー選手。

## プロフィール
- 京都府出身[1]。
- ポジションはフランカー(FL)。
- 身長 181cm、体重 95kg
- ニックネームはつじいちゃん。

## 来歴
2006年、伏見工業高校卒業後、関東学院大学に入る。
2011年、関東学院大学卒業後、NTTドコモレッドハリケーンズに加入。
2014年8月22日に行われたジャパンラグビートップリーグ第1節の近鉄ライナーズ戦にて途中出場で公式戦初出場を果たす。
2016年、ニュージーランドへラグビー留学した。
2020年、NTTドコモレッドハリケーンズを退団した。